# انتخابات الرئاسة الكيريباتية 2012
انتخابات الرئاسة الكيريباتية 2012 هي الانتخابات الرئاسية التي جرت في 13 يناير 2012، في كيريباتي، لانتخاب رئيس كيريباتي، فاز بالانتخابات أنوتي تونغ.

## المرشحين
| المرشح     | الحزب | عدد الأصوات |
| ---------- | ----- | ----------- |
| أنوتي تونغ |       |             |